# 伊東和彦
伊東 和彦（いとう かずひこ、1953年 - ）は、日本の自動車評論家。

## 来歴
神奈川県横浜市出身。1976年、関東学院大学工学部機械工学科卒業。卒業研究は『シトロエンDSにみる油圧制御技術の実例』。1977年、同工学専攻科修了。
神奈川三菱ふそう自動車販売、および伊藤忠オート営業企画部技術課にて自動車整備、輸入車ホモロゲーションに従事。
1982年、伊藤忠オートの解散に伴い、株式会社二玄社入社。広告部、『カーグラフィック』（CG）編集部を経て、季刊自動車雑誌『SUPER CG』の創刊に参加。1992年4月よりSUPER CG編集長。
CG別冊単行本編集室において、単行本およびCG別冊の編集執筆の傍ら、休刊中だったSUPER CGの復刊を果たす。2009年京都造形芸術大学通信教育部にて博物館学芸員資格取得。2010年6月末日二玄社を退社。
現在Mobi-curators Labo.を主宰し、インディペンデント・キュレーターを名乗り、執筆・講演活動を行なうほか、関東学院大学非常勤講師（自動車技術文化史、自動車技術の変遷）。